# Фрідріх III (курфюрст Саксонії)

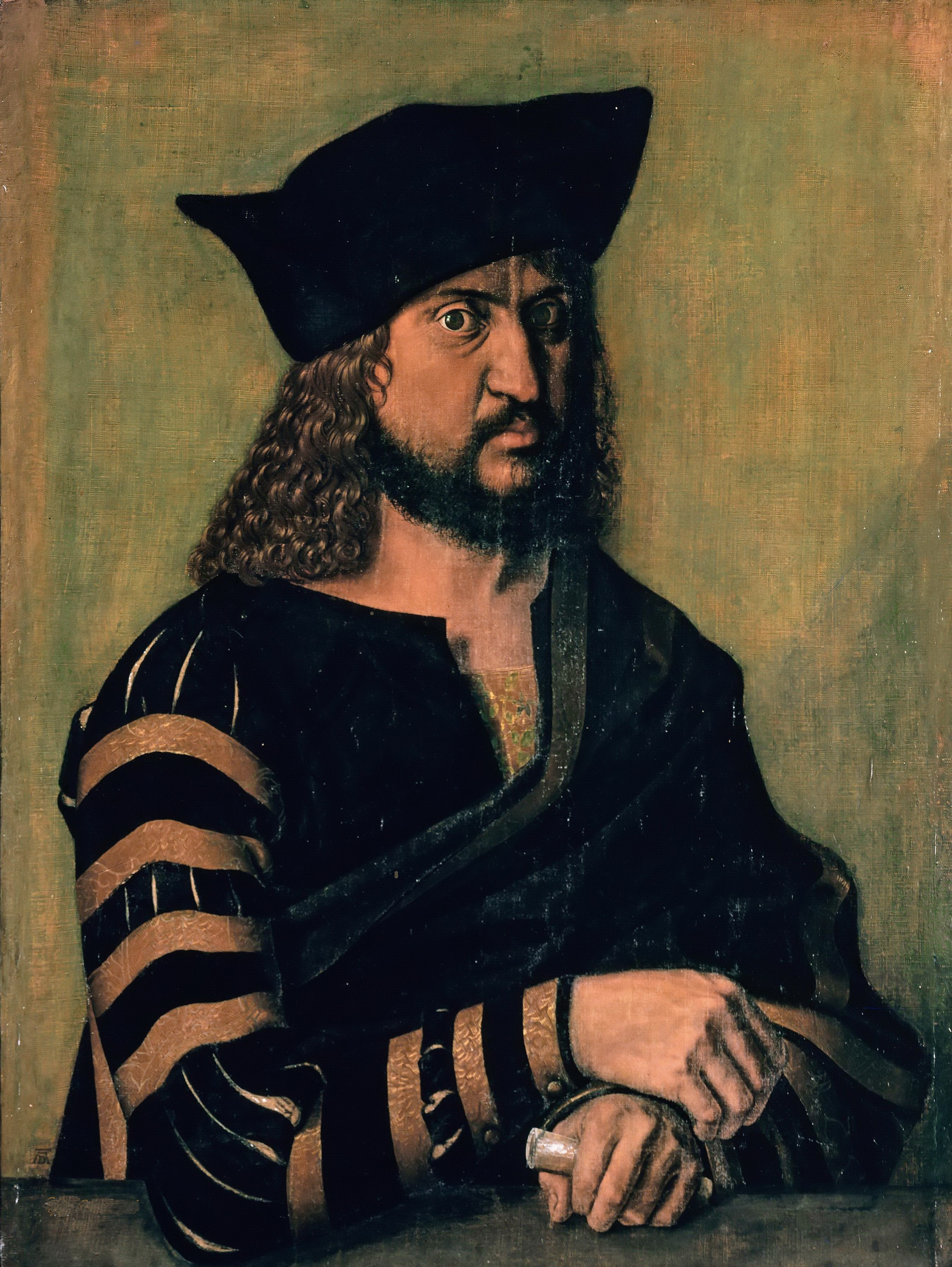
Портрет Фрідріха III Саксонського, Альбрехт Дюрер

Фрідріх III Мудрий (нім. Friedrich der Weise,  17 січня 1463, Торгау — 5 травня 1525 року, Аннабург) — 9-й курфюрст Саксонії в 1486—1525 роках, 20-й ландграф Тюрингії в 1486—1525 роках (як Фрідріх VI).

## Життєпис
Походив з Ернестинської гілки Веттінів. Старший син Ернста I, курфюрста Саксонії, та Єлизавети Віттельсбах. Народився 1463 року в Торгау. Здобув гарну освіту відрізнявся рідкісним знанням творів античних авторів.
В 1486 році після його смерті батька успадкував титул курфюрства та Саксен-Віттенберзьке герцогство. Рештою володінь керував разом зі своїм братом Йоганном. 1493 року здійснив прощу до святих місць Палестини, де став лицарем Єрусалимського Ордену Святого Гробу Господнього.
Користувався великою повагою імператора Максиміліана I Габсбурга та інших курфюрстів. Доєднався до німецьких князів на чолі з Бертольдом, архієпископом Майнцьким, які вимагали реформи державних установ. У 1500 році після заснування імператорського управління став головувати в ньому.
У 1502 році він заснував Віттенберзький університет, де зокрема викладали Мартин Лютер і Меланхтон, засновники нової конфесії, що спричинили початок Реформації. Фрідріх III був захисником Лютера через бажання послабити вплив папства в Німеччині. Підтримував мистецтво.
Його придворними художниками були Якопо де Барбарі  і  Лукас Кранах Старший . У 1507—1508 роках був генерал-штатгалтером імперії. У зв'язку з цим на саксонських монетах вперше з'являється знак гідності імператорського вікарія. Також провів реконструкцію замків Віттенбергу, Гартенфельс у Торгау та замку Колдіца.
1518 року отримав від папи римського Льва X золоту троянду. У 1519 році після смерті імператора Максиміліана I курфюрсти й папа римський запропонували Фрідріхові III імператорську корону, але, відчуваючи себе недостатньо сильним для цього, він відхилив їх вибір і сприяв обранню онука Максиміліана I — Карла за умови, що той погасить заборгованість Габсбургів перед Саксонією. також перед коронацією у Франкфурті-на-Майні Карл Габсбург вимушений був підписати виборчу капітуляцію, значною мірою розроблену Фрідріхом III, якою послаблювалася центральна влада імператора й розширювалася самостійність німецьких князів.
1521 року після засудження Мартина Лютера на Вормському рейхстазі надав йому притулок в Вартбурзі. Не визнаючи себе відкрито прихильником вчення Лютера, саксонський курфюрст безперешкодно допускав його поширення в своїй країні. Водночас Фрідріх III на своєї момент смерті зібрав багато мощей у своїй замковій церкві — більше ніж 19 тис. різних речей (третя подібна колекція Європи свого часу), серед яких великий палець від святої Анни, гілочка з палаючого куща Мойсея, сіно святих яслів та молоко Діви Марії.
З початком Селянської війни виступив проти її придушення і закликав до поліпшення життя селян. Помер 1525 року в мисливському замку Лохау поблизу Аннабургу.Похований в Церкві Всіх Святих у Віттенберзі. Йому спадкував брат Йоганн I.

## Канонізація
Святий в Українській лютеранській церкві. День пам'яті - 5 травня.

## Родина
Коханка — Ганна Веллер
- 2-3 бастарди

## Зовнішність
Був доволі гладким, тіло мало округлі форми. Тому сучасники часто називали Фрідріха III «жирним бабаком» (з одночасним натяком на те, що не був одружений).